# Сант-Андреа-ди-Котоне
Сант-Андреа-ди-Котоне (фр. Sant'Andréa-di-Cotone, корс. Sant' Andria di u Cutone) — коммуна во Франции, находится в регионе Корсика. Департамент коммуны — Верхняя Корсика. Входит в состав кантона Кастаньичча. Округ коммуны — Бастия.
Код INSEE коммуны — 2B293.

## Население
Население коммуны на 2008 год составляло 229 человек.
| 1962 | 1968 | 1975 | 1982 | 1990 | 1999 | 2008 |
| ---- | ---- | ---- | ---- | ---- | ---- | ---- |
| 154  | 209  | 160  | 127  | 182  | 167  | 229  |

## Экономика
В 2007 году среди 127 человек в трудоспособном возрасте (15—64 лет) 88 были экономически активными, 39 — неактивными (показатель активности — 69,3 %, в 1999 году было 51,1 %). Из 88 активных работали 80 человек (44 мужчины и 36 женщин), безработными были 8 мужчин. Среди 39 неактивных 8 человек были учащимися или студентами, 16 — пенсионерами, 15 были неактивными по другим причинам.